# Christoph Mäckler

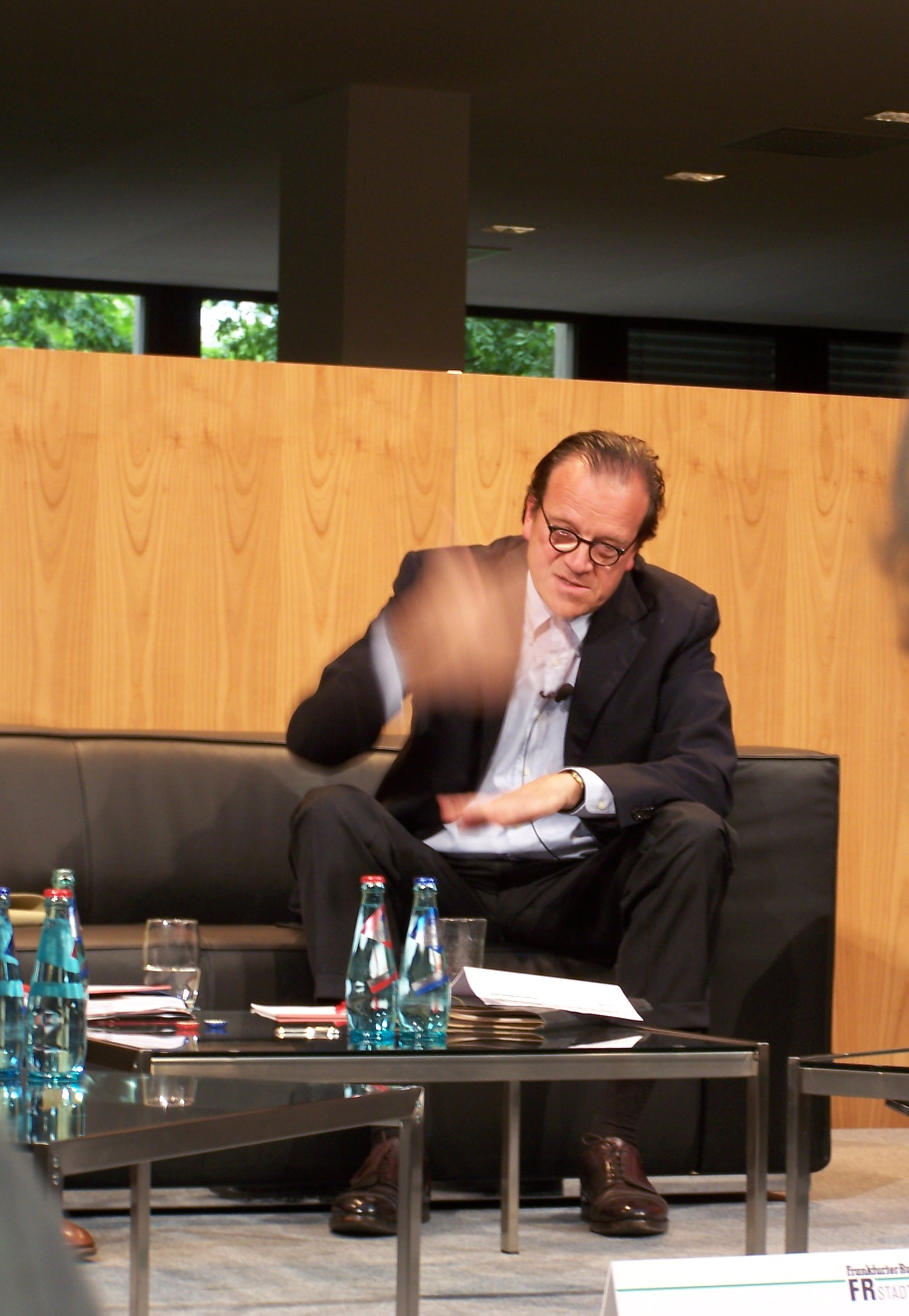
Christoph Mäckler beim Stadtgespräch der Frankfurter Rundschau (2007)

Christoph H. Mäckler (* 17. April 1951 in Frankfurt am Main) ist ein deutscher Architekt und Stadtplaner. Er beteiligt sich häufig an Diskursen zur architektonischen und planerischen Gestaltung von Städten und gründete 2008 das Deutsche Institut für Stadtbaukunst (DIS), das sich kritisch mit den Stadtbildern der (vor allem deutschen) Nachkriegszeit und der „modernistischen“ Architektur auseinandersetzt.

## Leben
Christoph Mäckler ist der Sohn des Frankfurter Architekten Hermann Mäckler. Er absolvierte zwischen 1972 und 1980 ein Architekturstudium in Darmstadt und Aachen. Daneben arbeitete er bereits 1976 bis 1978 in den Büros von Gottfried Böhm und O. M. Ungers. Nach seinem Studium eröffnete er 1981 ein eigenes Büro in Frankfurt am Main. Hier entwickelte er Stadtplanungskonzepte und entwarf Verwaltungs- und Wohnhäuser. Neben seiner praktischen Tätigkeit lehrte er als Gastdozent in Kassel und Braunschweig.
Mäckler arbeitet heute in Frankfurt und Berlin und lehrt seit 1998 als Professor an der Technischen Universität Dortmund am Lehrstuhl für Städtebau. Er ist Gründer und Direktor des 2008 dort gegründeten Institutes für Stadtbaukunst. Mäckler lebt mit seiner Familie in Kronberg im Taunus.
Am 18. Januar 2006 gründete er zusammen mit anderen Bürgern den Neuen Brückenbauverein Frankfurt am Main e. V., um durch private Spendensammlungen zukünftig historische Rekonstruktionen der städtischen Baugeschichte zu unterstützen.
Im April 2010 trat Mäckler wegen Kritik an ihm durch den Bund Deutscher Architekten (BDA) („Kollegenschelte“) nach drei Jahrzehnten Mitgliedschaft aus dem BDA aus. Seit April 2012 ist Christoph Mäckler jedoch nach erneuter Berufung in den Wahlbund wieder Mitglied des BDA.

## Werke (Auswahl)

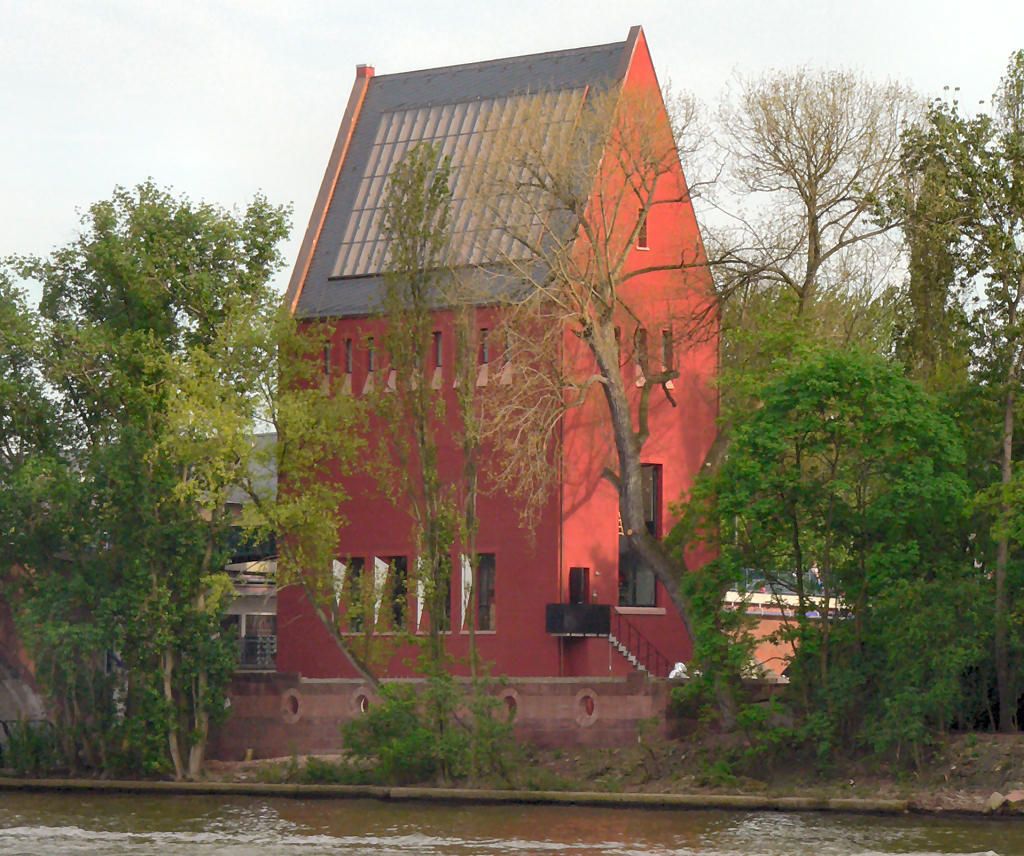
Neuer Portikus auf der Maininsel von 2006

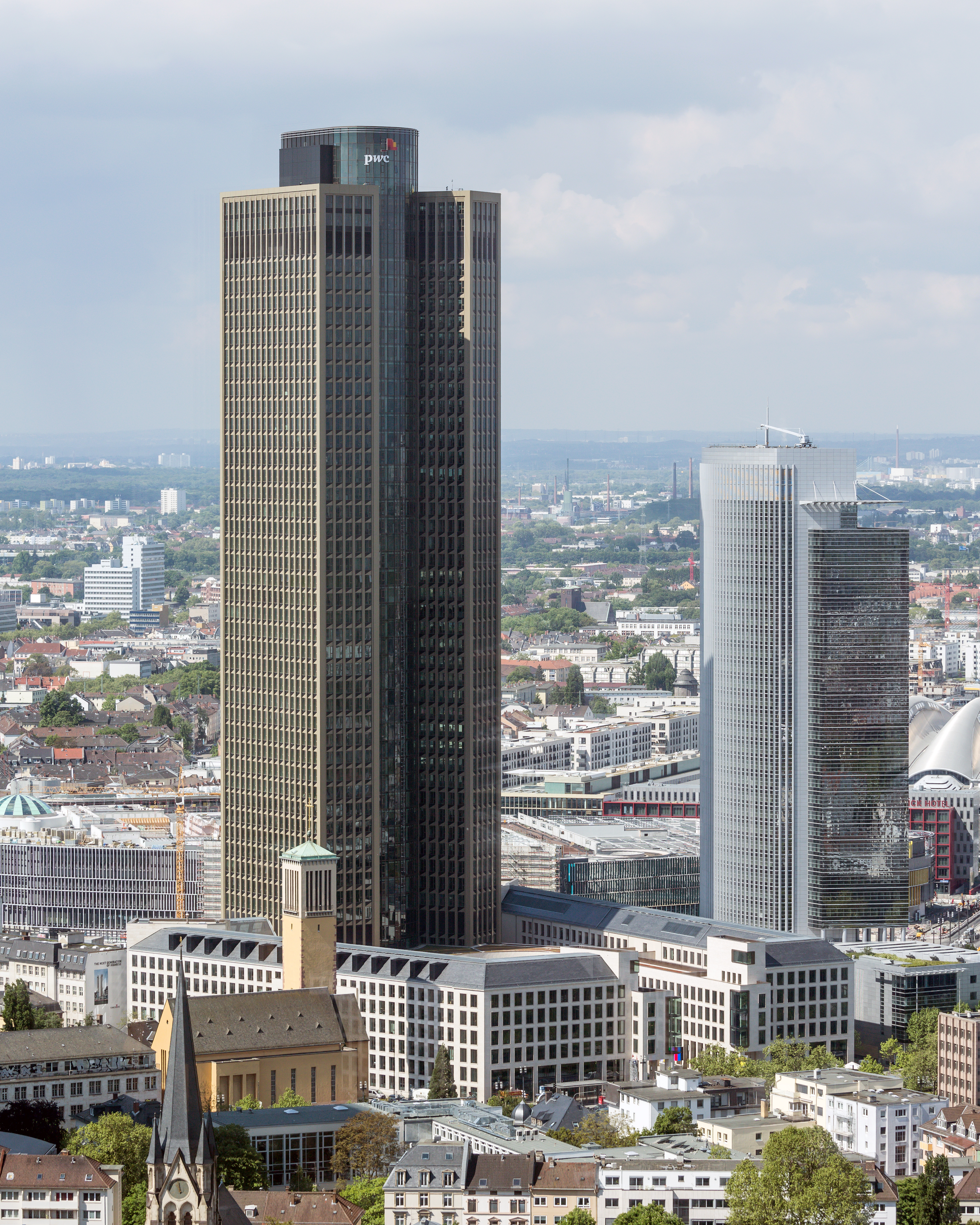
Tower 185, Frankfurt am Main

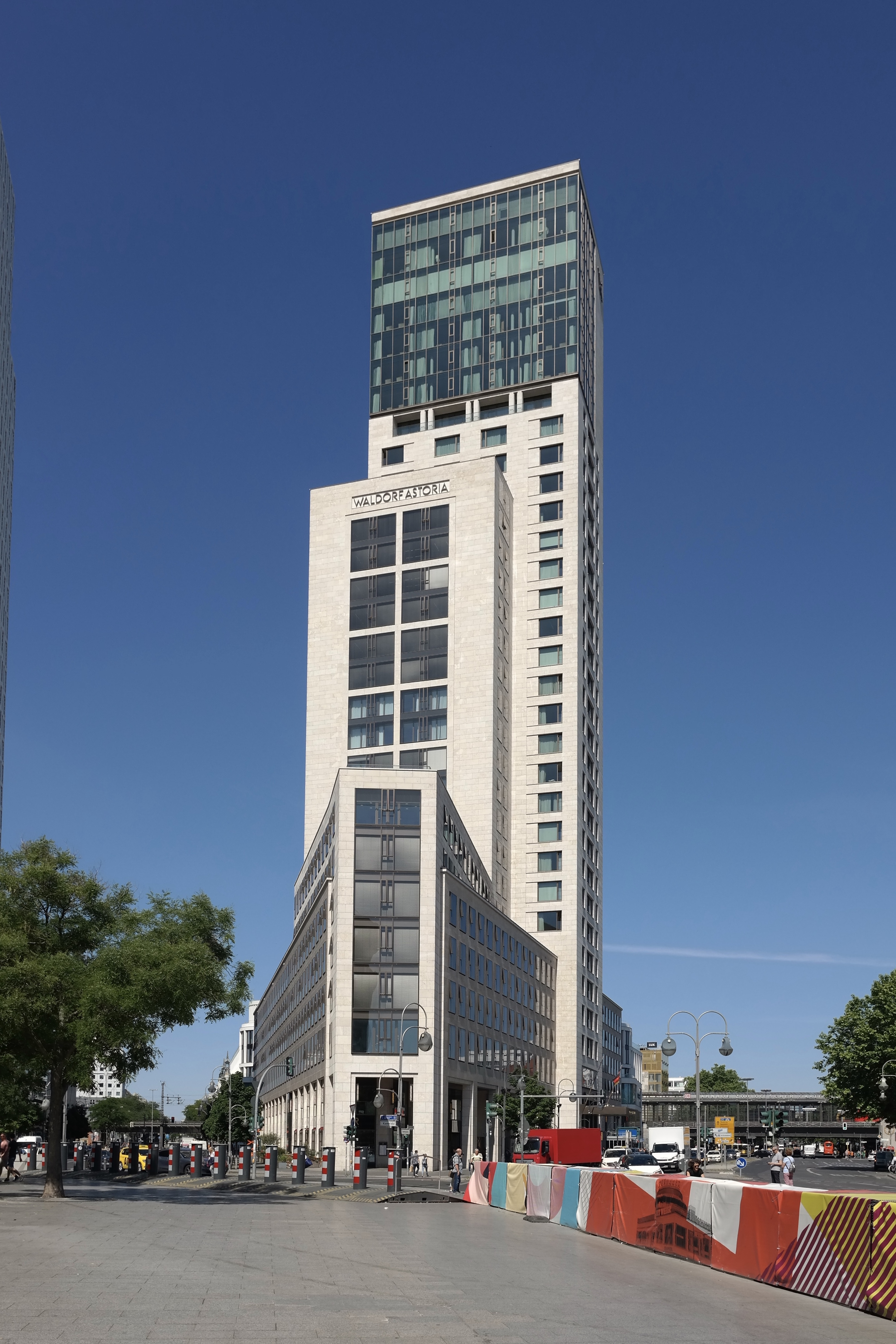
Zoofenster turm in Berlin, 2022

- 1990–1992: Gleichrichterwerk für U-Bahn-Linie 7, Borsigallee, Frankfurt am Main
- 1992–1997: Erweiterung des Terminals 1 (Flugsteig A) am Flughafen Frankfurt, mit Jo. Franzke
- 1994–1996: Lindencorso, Geschäfts-, Büro- und Wohngebäude, Unter den Linden/Friedrichstraße, Berlin[5]
- 1994–1996: Umbau eines Bürogebäudes als Zentrale der Nassauischen Sparkasse, Wiesbaden
- 1996–1998: Bürogebäude Taubenstraße 45, Berlin-Mitte[6]
- 1996–2001: Umbau und Erweiterung der Levi-Strauss-Oberschule, Glienicker Straße 24–30, Berlin-Köpenick[7]
- 1996–2001: Bürohochhaus Scala, Frankfurt-Bockenheim
- 1998–2000: Michael-Schule-Frankfurt, Waldorf-Förderschule, Frankfurt-Nied
- 1998–2000: Hörsaalgebäude, EBS Universität für Wirtschaft und Recht, Oestrich-Winkel

- 2001–2003: Marktgalerie, Leipzig

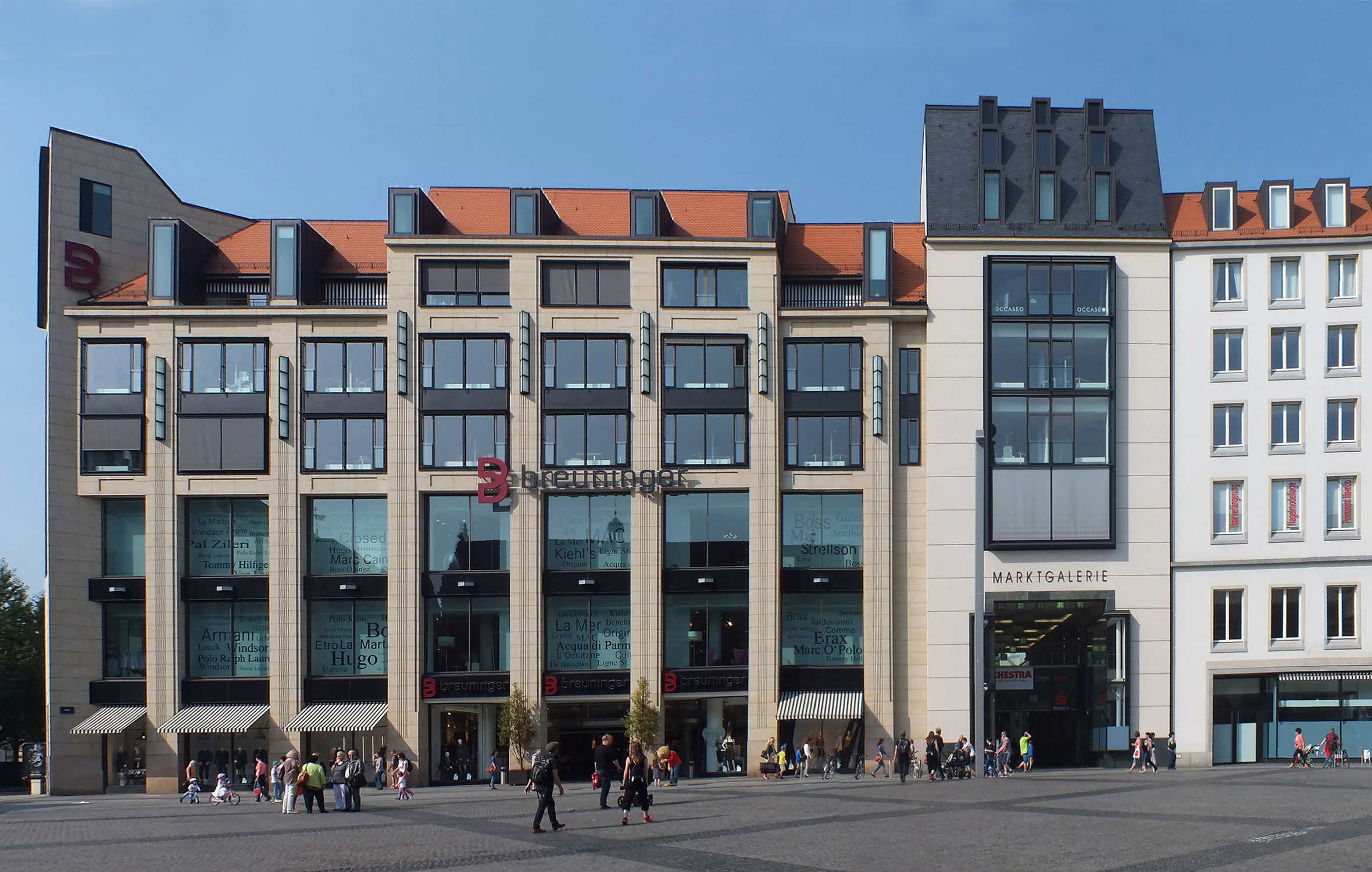
Marktgalerie, Leipzig, 2003

- 2001–2004: Torhaus Westhafen, Frankfurt
- 2002–2006: Entwurf zweier Türme auf der Frankfurter Maininsel; einer davon, der Neue Portikus, ist bereits realisiert
- 2003–2005: Wiederaufbau Alte Stadtbibliothek (Literaturhaus), Frankfurt
- 2005–2021: Generalsanierung des Augustinermuseums in Freiburg in drei Bauabschnitten; im Einvernehmen mit der Bauherrschaft, der Stadt Freiburg, vor Beendigung des dritten Bauabschnitts abgebrochen[8]
- 2007–2014: Neugestaltung der Alten Brücke in Frankfurt
- 2007–2010: Opernturm, Hochhaus (170 m) am Frankfurter Opernplatz
- 2008–2011: Kernsanierung und Renovierung des von Paul Wallot im Jahre 1875 fertiggestellten Wohn- und Geschäftshauses Kaiserstraße 25 / Neue Mainzer Straße 26 in Frankfurt am Main
- 2008–2012: Tower 185, Hochhaus (200 m) im Frankfurter Europaviertel
- Seit 2011: Flughafen Frankfurt, Neubau des Terminal 3
- 2009–2013: Zoofenster, Hochhaus (118,8 m) am Berliner Bahnhof Zoo als Hotel Waldorf Astoria Berlin[9]
- 2010–2011: Bürohaus Occidens im Frankfurter Westend
- Vorentwurf 2010: Umbau der Diamantenbörse in Frankfurt am Main in ein Wohnhaus für Ardi Goldman
- Wettbewerb 2014: Goethehöfe-Deutsches Romantik-Museum Frankfurt am Main; zweiter Preis wie Michael A. Landes und Volker Staab[10]
- 2015–2018: Goethehöfe-Deutsches Romantik-Museum in Frankfurt am Main, in Planungsgemeinschaft mit dem Architekten Michael A. Landes
- Wettbewerb 2016: Instandsetzung und denkmalgerechte Sanierung der Schwedlerbrücke; 1. Preis

## Auszeichnungen
- 1979: Schinkelpreis
- 1991: Nominierung zur Architektur-Biennale
- 2001: Hessischer Kulturpreis
- 2006: Friedrich-Stoltze-Preis
- 2015: Deutscher Naturstein-Preis 2015,[11] DMK Award für nachhaltiges Bauen 2015[12]
- 2016: Plakette der Landesinitiative +Baukultur in Hessen
- 2017: Iconic Awards 2017
- 2019: WOHNEN – bezahlbar, vielfältig, attraktiv der Landesinitiative +Baukultur in Hessen
- 2020: Besondere Anerkennung Deutscher Naturstein-Preis 2020[13]
- 2021: Belobigung Deutscher Städtebaupreis 2020,[14] Lobende Erwähnung thomas wechs preis 2021[15]

## Veröffentlichungen
- mit der Architektin Birgit Roth: Plätze in Deutschland. 1950 und heute. DOM publishers, Berlin 2016, ISBN 978-3-86922-479-4.
- als Herausgeber, mit Deutsches Institut für Stadtbaukunst e. V.: Handbuch der Stadtbaukunst. Anleitung zum Entwurf von städtischen Räumen. Jovis Verlag, Berlin 2022, ISBN 978-3-86859-746-2.

## Audios
- WDR 3 (Westdeutscher Rundfunk) Gespräch am Samstag vom 23. April 2016: Der Architekt Christoph Mäckler
- Deutschlandfunk Information und Musik. Aktuelles aus Kultur und Zeitgeschehen vom 20. Mai 2024: Das Siechen der Innenstädte – Ein Interview mit dem Stadtplaner Christoph Mäckler, von Christoph Reimann